# +α/
『+α/』（プラスアルファ）は、あるふぁきゅん。の1枚目のオリジナルアルバム。2014年12月17日にビクターエンタテインメントより発売された。

## 内容
- メジャーデビューアルバムである。
- 初回限定版にはオリジナルメタルストラップ(全3種類)がランダムで封入された。

## 収録曲
1. 終天のオルコス
作詞:Neru、作曲:150P・Neru
2. 再教育
作詞・作曲:Neru
3. 命のユースティティア
作詞・作曲:Neru
4. 脳漿炸裂ガール
作詞・作曲:れるりり
5. 猪突猛進ガール
作詞・作曲:れるりり
6. ストリーミングハート
作詞・作曲:DECO*27、編曲:kous
7. 妄想税
作詞・作曲:DECO*27、編曲:kous
8. からくりピエロ
作詞・作曲:40mP
9. ロストネイム
作詞・作曲:スズム
10. 天樂
作詞・作曲:ゆうゆ
11. 虎視眈々
作詞・作曲:梅とら
12. ギガンティックO.T.N.
作詞:れをる、作曲:ギガP
13. +♂
作詞:れをる、作曲:ギガP
14. ルファルファ★ナイトインワンダーランド
作詞:クプラ・samfree、作曲:samfree